# Lilly Axster
Lilly Axster (geboren 1963 in Düsseldorf) ist eine deutsche Theaterautorin Theaterregisseurin, Roman- und Kinderbuchautorin. Sie lebt in Österreich.

## Leben
Lilly Axster studierte Theaterwissenschaft, Philosophie und Frauenforschung in München und Wien. Leben Eben ist ihr erstes Jugendtheaterstück, 1991 uraufgeführt im Theater der Jugend in Wien, an dem sie zwischen 1989 und 1996 als Regieassistentin, Regisseurin und Hausautorin tätig war. Seit 1991 bis 2010 leitete sie gemeinsam mit Corinne Eckenstein das Theater FOXFIRE in Wien, das jährlich ein bis drei Produktionen herausbrachte. Axster inszenierte auch an anderen deutschsprachigen Bühnen. Seit der Inszenierung „Nins Archiv“ mit Massud Rahnama, Grace Marta Latigo und Elisabeth Leopold im Bühnenbild von Birgit Remuss im Jahr 2008 begann sie, auch Romane zu schreiben. 2012 erschien ihr erster Prosatext Dorn.
Seit 1995 ist Axster Mitarbeiterin bei SELBST-LAUT, einem Verein zur Prävention von sexuellem Kindesmissbrauch in Wien.
Zu Axsters Schauspiel „Schattenriß“ wurde von Friedemann Schmidt-Mechau eine Bühnenmusik für Bassetthorn in F und Tonband-Installation geschaffen.
Zusammen mit Yeter Güneş, Bernadette Dewald und Louis Hofbauer arbeitete sie an einer filmischen Dokumentation mit und über Yeter Güneş. Der Film mit dem Titel Yeter Güneş – Sechs Jahre / Altı Yıl hatte im Sommer 2022 Premiere.

## Preise und Auszeichnungen
2023 wurde ihr der Christine-Nöstlinger-Preis für Kinder- und Jugendliteratur zuerkannt.
2019 erhielt Lilly Axster für das Buch Ein bisschen wie Du / A little like you den Wiener Kinderbuchpreis, den Staatspreis für eines der schönsten Bücher Österreichs in der Kategorie Kinderbuch sowie den Österreichischen Kinderbuchpreis.
Für das Buch Die Stadt war nie wach erhielt Lilly Axster 2018 einen Würdigungspreis der Stadt Wien für Jugendliteratur sowie den Österreichischen Kinder- und Jugendbuchpreis.
2018 erhielt sie außerdem den Outstanding Artist Award für Kinder- und Jugendliteratur.
Für Atalanta Läufer_in wurde Lilly Axster 2015 mit dem Kinder- und Jugendbuchpreis der Stadt Wien ausgezeichnet.
Axster erhielt 1988 den Kathrin-Türks-Preis für Jugendtheater, 1990 den „Baden-Württembergischen Autorenpreis“ und 1997 den Künstlerinnenpreis des Landes Nordrhein-Westfalen und 2005 das Mira-Lobe-Stipendium. Ihre von der Schweizer Malerin Christine Aebi illustrierten Bücher Wenn ich groß bin, will ich FRAUlenzen; Jenny, sieben; Alles gut und DAS machen? wurden jeweils mit einem Österreichischen Kinder- und Jugendbuchpreis ausgezeichnet.

## Schriften / Stücke (Auswahl)
Romane
- Ich sage Hallo und dann NICHTS, 2023
- Der Pullover trägt nicht mehr, 2022
- Yünden Bir Bellek, mit Çeviri Dilman Muradoğlu, 2022
- Die Stadt war nie wach, 2017
- Atalanta Läufer_in, 2014
- Dorn, 2012

Bilderbücher
- Ein bisschen wie Du / A little like you zusammen mit Christine Aebi, Henrie Dennis, Jaray Fofana, 2018
- DAS machen?, 2012
- Alles Gut, 2007
- Jenny, sieben, 2006 (Tochtertag)
- Scheiden tut weh, 2001
- Wenn ich gross bin, will ich fraulenzen,[10] 1996
- Doch einen Schmetterling hab ich hier nicht geseh´n, 1994

Theaterstücke
- „verboten wäre – Ein Elternabend“ UA 2020 Wien, dschungel
- „DAS machen?“ UA 2018 Theater Stadelhofen, Schweiz / „Wie wir sind“ 2022
- „Victorias Bahnhof“ 2011
- „Verdammt glücklich“ 2009
- „Schrilles Herz“ (mit Schreibwerkstatt „zwischenraum 13:27“), UA 2009 Wien, dschungel
- „Nins Archiv“, UA 2008 Wien, dschungel
- „Atalanta Läuferin“ UA 2003 Frankfurt / Main, Theaterhaus
- „Gift“ UA 2001 Stuttgart, Theater Rampe
- „Verhüten & Verfärben“ UA 2001 Wien Theater FOXFIRE im dietheater Konzerthaus
- „Königinnen“ UA 2000 Wien, Theater FOXFIRE im Kosmos Frauenraum
- „Schattenriß“ UA 2000 Theater Wrede Oldenburg, BRD
- „Tochtertag“ UA 1999 Wien, Theater FOXFIRE im dietheater Konzerthaus
- „Gestohlenes Meer“ UA 1997 Wien, Theater FOXFIRE im dietheater Künstlerhaus
- „Wenn ich groß bin, will ich fraulenzen“, UA 1996 Wien, Theater FOXFIRE im WUK
- „Doch einen Schmetterling hab ich hier nicht geseh´n“, UA 1994 Theater Oberhausen
- „Endlich allein“ UA 1992 Wien, Theater der Jugend
- „Geige Cello Baß“ UA 1992 Wien, Theater der Jugend
- „Ich habs satt“ UA 1992 Wien, Theater FOXFIRE im dietheater Konzerthaus
- „Leben eben“ UA 1991 Landestheater Dinslaken

(UA = Uraufführung)